# Сельсоветы и поссоветы Курганской области
Сельсоветы — административно-территориальные единицы в составе районов Курганской области, а также одноимённые муниципальные образования (сельские поселения) соответствующих соответствующих муниципальных районов.
Поссоветами называются некоторые городские поселения, образованные посёлками городского типа (рабочими посёлками).

## Описание
Согласно Закону Курганской области от 27 декабря 2007 года № 316, сельсоветы определяются как административно-территориальные единицы, включающие один сельский населенный пункт с соответствующей территорией либо несколько объединенных общей территорией сельских населенных пунктов и относятся к третьему уровню классификации.
Число сельсоветов как внутрирайонных административно-территориальных единиц соответствует числу одноимённых сельских поселений муниципальных районов, при преобразовании муниципальных районов в муниципальные округа сельсоветы в составе районов упраздняются.

## История
Сельсоветы на территории Курганской области в основном были образованы с конца 1910-х, с самых первых лет Советской власти.
Сама Курганская область была образована 6 февраля 1943 года в результате разделения территорий Челябинской и Омской областей.
После распада СССР Курганская область сохраняла сельсоветы как объекты административно-территориального устройства и муниципальные образования (внутрирайонные и внутригородские) (через привязку муниципальных образований к административно-территориальному устройству).
Законом от 6 июля 2004 года № 419 сельсоветы как муниципальные образования были преобразованы в сельские поселения, а Законом от 27 декабря 2007 года № 316 был утверждён реестр современных административно-территориальных единиц, в том числе сельсоветов.

## Сельсоветы
Переименования и территориальные преобразования с участием сельсоветов в списках ниже указаны с 1989 года (года последней переписи в СССР).
С июля 2020  до декабря 2022 годов были приняты соответствующие законы о преобразовании всех муниципальных районов в муниципальные округа с упразднением всех сельских поселений, которые соответствовали сельсоветам (а также городских поселений, которым соответствовали  посёлки городского типа (поссоветы) и города районного подчинения). На уровне административно-территориального устройства соответственно с 2020 до 2022 гг. было осуществлено упразднение сельсоветов и наделение районов статусом административно-территориальных единиц, включающих несколько объединённых общей территорией населённых пунктов (без сельсоветов).
- 2020 год: преобразованы Макушинский, Шумихинский и Лебяжьевский районы.
- 2021 год: преобразованы Куртамышский, Петуховский, Шатровский, Альменевский, Целинный, Мокроусовский, Каргапольский, Мишкинский, Шадринский, Юргамышский и Звериноголовский районы.
- 2022 год: преобразованы Белозерский, Половинский, Частоозерский, Щучанский, Кетовский и Сафакулевский и остальные районы.

| №          | Сельсовет           | Район            | Комментарий                                                                                                |
| ---------- | ------------------- | ---------------- | --- |
| 1          | Аджитаровский       | Сафакулевский    | |
| 2          | Актабанский         | Петуховский      | |
| 3          | Альменевский        | Альменевский     | |
| 4          | Арлагульский        | Лебяжьевский     | |
| 5          | Байдарский          | Половинский      | |
| 6          | Байракский          | Шадринский       | |
| 7          | Баксарский          | Лебяжьевский     | |
| 7.000001   | Балакульский        | Лебяжьевский     | 2018: объединён с Елошанским сельсоветом                                                                   |
| 8          | Банниковский        | Каргапольский    | |
| 9          | Барабинский         | Кетовский        | |
| 9.000002   | Барашковский        | Варгашинский     | 2019: объединён с рп Варгаши (Варгашинским поссоветом)                                                     |
| 10         | Бариновский         | Шатровский       | |
| 10.000003  | Басковский          | Макушинский      | 2018: объединён с Чебаковским сельсоветом                                                                  |
| 11         | Батуринский         | Шадринский       | |
| 12         | Бахаревский         | Каргапольский    | |
| 13         | Бахаревский         | Сафакулевский    | |
| 14         | Башкирский          | Половинский      | |
| 15         | Баяракский          | Белозерский      | |
| 16         | Белозерский         | Белозерский      | |
| 17         | Белоноговский       | Куртамышский     | |
| 18         | Белоярский          | Далматовский     | |
| 19         | Белоярский          | Щучанский        | |
| 20         | Беляковский         | Частоозерский    | |
| 21         | Берёзовский         | Притобольный     | |
| 22         | Берёзовский         | Шумихинский      | |
| 23         | Благовещенский      | Шумихинский      | |
| 23.000004  | Большеберёзовский   | Куртамышский     | 2018: объединён с Камаганским сельсоветом                                                                  |
| 24         | Большевистский      | Шумихинский      | |
| 25         | Большегусиновский   | Петуховский      | |
| 25.000005  | Большекаменский     | Петуховский      | 2018: объединён с Актабанским сельсоветом                                                                  |
| 26         | Большекасаргульский | Катайский        | |
| 27         | Большечаусовский    | Кетовский        | |
| 28         | Боровлянский        | Белозерский      | |
| 29         | Боровлянский        | Притобольный     | |
| 30         | Боровской           | Белозерский      | |
| 31         | Боровской           | Катайский        | |
| 32         | Бороздинский        | Альменевский     | |
| 33         | Борчаниновский      | Шадринский       | |
| 33.000006  | Брылинский          | Каргапольский    | 2018: объединён с Чашинским сельсоветом                                                                    |
| 34         | Бугровский          | Звериноголовский | |
| 35         | Булдакский          | Половинский      | |
| 36         | Бутыринский         | Частоозерский    | |
| 37         | Вагинский           | Белозерский      | |
| 38         | Варгановский        | Щучанский        | |
| 38.000007  | Варгашинский        | Варгашинский     | 2019: объединён с рп Варгаши (Варгашинским поссоветом)                                                     |
| 39         | Варлаковский        | Мишкинский       | |
| 40         | Васильевский        | Половинский      | |
| 41         | Васькинский         | Целинный         | |
| 42         | Введенский          | Кетовский        | |
| 43         | Введенский          | Мишкинский       | |
| 44         | Верхневский         | Куртамышский     | |
| 45         | Верхнеключевской    | Катайский        | |
| 46         | Верхнепесковский    | Катайский        | |
| 47         | Верхнеполевской     | Шадринский       | |
| 48         | Верхнесуерский      | Варгашинский     | |
| 49         | Верхнетеченский     | Катайский        | |
| 50         | Верхнеярский        | Далматовский     | |
| 51         | Верхозинский        | Шадринский       | |
| 52         | Вилкинский          | Юргамышский      | |
| 53         | Вознесенский        | Далматовский     | |
| 54         | Воскресенский       | Половинский      | |
| 55         | Восточный           | Частоозерский    | |
| 56         | Восходский          | Мишкинский       | |
| 57         | Вяткинский          | Каргапольский    | |
| 58         | Гагарьевский        | Юргамышский      | |
| 59         | Галкинский          | Шумихинский      | |
| 60         | Ганинский           | Шадринский       | |
| 61         | Гладковский         | Притобольный     | |
| 62         | Гладышевский        | Мишкинский       | |
| 63         | Глубокинский        | Шадринский       | |
| 64         | Глядянский          | Притобольный     | |
| 65         | Гороховский         | Юргамышский      | |
| 66         | Давыдовский         | Притобольный     | |
| 67         | Дальнекубасовский   | Шатровский       | |
| 68         | Деминский           | Шадринский       | |
| 69         | Долговский          | Каргапольский    | |
| 70         | Долговский          | Куртамышский     | |
| 71         | Долговский          | Частоозерский    | |
| 71.000008  | Дубровинский        | Варгашинский     | 2018: объединён с Дундинским, Медвежьевским, Спорновским и Строевским в новообразованный Южный сельсовет   |
| 71.000009  | Дубровинский        | Лебяжьевский     | 2018: объединён с Елошанским сельсоветом                                                                   |
| 72         | Дубровинский        | Мишкинский       | |
| 73         | Дубровинский        | Целинный         | |
| 74         | Дулинский           | Целинный         | |
| 74.00001   | Дундинский          | Варгашинский     | 2018: объединён с Дубровинским, Медвежьевским, Спорновским и Строевским в новообразованный Южный сельсовет |
| 75         | Елошанский          | Лебяжьевский     | |
| 76         | Железнодорожный     | Кетовский        | |
| 77         | Жидковский          | Петуховский      | |
| 77.000011  | Житниковский        | Каргапольский    | 2018: объединён с Чашинским сельсоветом                                                                    |
| 78         | Жуковский           | Куртамышский     | |
| 79         | Журавлёвский        | Каргапольский    | |
| 80         | Зайковский          | Щучанский        | |
| 81         | Закомалдинский      | Куртамышский     | |
| 81.000012  | Закоуловский        | Куртамышский     | 2018: объединён с Обанинским сельсоветом                                                                   |
| 82         | Заманилкинский      | Целинный         | |
| 83         | Зарослинский        | Белозерский      | |
| 84         | Затеченский         | Далматовский     | |
| 85         | Зауральский         | Каргапольский    | |
| 86         | Звериноголовский    | Звериноголовский | |
| 87         | Зеленоборский       | Шадринский       | |
| 88         | Золотинский         | Макушинский      | |
| 89         | Зотинский           | Петуховский      | |
| 89.000013  | Зырянский           | Катайский        | 2018: объединён с Верхнеключевским сельсоветом                                                             |
| 89.000014  | Зюзинский           | Белозерский      | 2018: объединён с Боровским сельсоветом                                                                    |
| 90         | Иванковский         | Альменевский     | |
| 90.000015  | Иванковский         | Мишкинский       | 2019: объединён с Гладышевским сельсоветом                                                                 |
| 91         | Иванковский         | Целинный         | |
| 92         | Изъедугинский       | Шатровский       | |
| 93         | Иковский            | Кетовский        | |
| 94         | Ильинский           | Катайский        | |
| 94.000016  | Ильинский           | Шатровский       | 2018: объединён с Шатровским сельсоветом                                                                   |
| 95         | Ильтяковский        | Шадринский       | |
| 96         | Искровский          | Звериноголовский | |
| 97         | Ичкинский           | Шадринский       | |
| 97.000017  | Кабанский           | Шадринский       | 2018: объединён с Батуринским сельсоветом                                                                  |
| 98         | Казак-Кочердыкский  | Целинный         | |
| 99         | Казаркинский        | Макушинский      | |
| 100        | Казенский           | Альменевский     | |
| 100.000018 | Калашинский         | Лебяжьевский     | 2018: объединён с Баксарским сельсоветом                                                                   |
| 101        | Камаганский         | Белозерский      | |
| 102        | Камаганский         | Куртамышский     | |
| 103        | Каменский           | Шумихинский      | |
| 103.000019 | Каминский           | Куртамышский     | 2018: объединён с Обанинским сельсоветом                                                                   |
| 104        | Камышевский         | Шатровский       | |
| 105        | Камышинский         | Куртамышский     | |
| 106        | Камышинский         | Лебяжьевский     | |
| 107        | Камышинский         | Сафакулевский    | |
| 108        | Канашский           | Шадринский       | |
| 109        | Карасёвский         | Сафакулевский    | |
| 110        | Карасинский         | Юргамышский      | |
| 111        | Карачельский        | Шумихинский      | |
| 111.00002  | Карпунинский        | Мокроусовский    | 2018: объединён с Мокроусовским сельсоветом                                                                |
| 112        | Каширинский         | Кетовский        | |
| 113        | Каясанский          | Щучанский        | |
| 114        | Кетовский           | Кетовский        | |
| 114.000021 | Кипельский          | Шумихинский      | 2018: объединён с Каменским сельсоветом                                                                    |
| 115        | Кипельский          | Юргамышский      | |
| 116        | Кировский           | Мишкинский       | |
| 117        | Кислянский          | Целинный         | |
| 118        | Кислянский          | Юргамышский      | |
| 119        | Ключевской          | Далматовский     | |
| 120        | Ключевской          | Шадринский       | |
| 121        | Коврижский          | Шадринский       | |
| 122        | Кодской             | Шатровский       | |
| 123        | Колесниковский      | Кетовский        | |
| 124        | Колташевский        | Кетовский        | |
| 125        | Кондинский          | Шатровский       | |
| 126        | Коноваловский       | Макушинский      | |
| 127        | Коровинский         | Мишкинский       | |
| 127.000022 | Корюковский         | Катайский        | 2018: объединён с Ушаковским сельсоветом                                                                   |
| 128        | Косолаповский       | Целинный         | |
| 129        | Костылевский        | Куртамышский     | |
| 130        | Косулинский         | Куртамышский     | |
| 131        | Краснозвездинский   | Шадринский       | |
| 132        | Краснознаменский    | Мишкинский       | |
| 133        | Красномыльский      | Шадринский       | |
| 134        | Краснонивинский     | Шадринский       | |
| 135        | Красноуральский     | Юргамышский      | |
| 135.000023 | Крепостинский       | Мокроусовский    | 2018: объединён с Мокроусовским сельсоветом                                                                |
| 136        | Крестовский         | Далматовский     | |
| 137        | Кривской            | Далматовский     | |
| 138        | Круглянский         | Звериноголовский | |
| 139        | Крутихинский        | Далматовский     | |
| 140        | Купайский           | Мишкинский       | |
| 141        | Куреинский          | Макушинский      | |
| 142        | Курортный           | Петуховский      | |
| 143        | Куртанский          | Мокроусовский    | |
| 144        | Кушмянский          | Шумихинский      | |
| 145        | Кызылбаевский       | Шатровский       | |
| 146        | Лапушинский         | Мокроусовский    | |
| 147        | Лебяжский           | Далматовский     | |
| 148        | Лесниковский        | Кетовский        | |
| 149        | Лисьевский          | Лебяжьевский     | |
| 149.000024 | Лихановский         | Частоозерский    | 2018: объединён с Частоозерским сельсоветом                                                                |
| 149.000025 | Лихачевский         | Варгашинский     | 2019: объединён с рп Варгаши (Варгашинским поссоветом)                                                     |
| 149.000026 | Лобановский         | Катайский        | 2018: объединён с Верхнетеченским сельсоветом                                                              |
| 150        | Лопаревский         | Мокроусовский    | |
| 151        | Лопатинский         | Лебяжьевский     | |
| 152        | Луговской           | Целинный         | |
| 152.000027 | Любимовский         | Далматовский     | 2018: объединён с Уксянским сельсоветом                                                                    |
| 153        | Майковский          | Щучанский        | |
| 154        | Майский             | Каргапольский    | |
| 155        | Мало-Дюрягинский    | Шумихинский      | |
| 155.000028 | Малобеловский       | Юргамышский      | 2018: объединён с Кислянским сельсоветом                                                                   |
| 156        | Маломостовской      | Мокроусовский    | |
| 157        | Малышевский         | Альменевский     | |
| 158        | Мальцевский         | Шадринский       | |
| 159        | Мансуровский        | Сафакулевский    | |
| 160        | Марковский          | Кетовский        | |
| 160.000029 | Мартинский          | Макушинский      | 2018: объединён с Чебаковским сельсоветом                                                                  |
| 161        | Мартыновский        | Сафакулевский    | |
| 162        | Маслинский          | Мишкинский       | |
| 162.00003  | Масловский          | Куртамышский     | 2017: объединён с Пепелинским сельсоветом                                                                  |
| 163        | Маслянский          | Шадринский       | |
| 164        | Матасинский         | Петуховский      | |
| 165        | Матвеевский         | Целинный         | |
| 166        | Медведский          | Щучанский        | |
| 166.000031 | Медвежьевский       | Варгашинский     | 2018: объединён с Дубровинским, Дундинским, Спорновским и Строевским в новообразованный Южный сельсовет    |
| 167        | Межборный           | Притобольный     | |
| 168        | Менщиковский        | Кетовский        | |
| 169        | Менщиковский        | Лебяжьевский     | |
| 169.000032 | Менщиковский        | Половинский      | 2018: объединён с Половинским сельсоветом                                                                  |
| 170        | Мехонский           | Шатровский       | |
| 171        | Мингалевский        | Шадринский       | |
| 172        | Митинский           | Кетовский        | |
| 173        | Михайловский        | Мокроусовский    | |
| 174        | Мокроусовский       | Мокроусовский    | |
| 175        | Моршихинский        | Макушинский      | |
| 176        | Мостовский          | Шатровский       | |
| 177        | Мостовской          | Варгашинский     | |
| 178        | Моховской           | Макушинский      | |
| 179        | Мыльниковский       | Шадринский       | |
| 180        | Мыркайский          | Мишкинский       | |
| 181        | Мясниковский        | Далматовский     | |
| 182        | Нагорский           | Притобольный     | |
| 183        | Надеждинский        | Сафакулевский    | |
| 184        | Налимовский         | Лебяжьевский     | |
| 185        | Неонилинский        | Шадринский       | |
| 186        | Нижнёвский          | Куртамышский     | |
| 187        | Нижнеголовинский    | Лебяжьевский     | |
| 188        | Нижнеполевской      | Шадринский       | |
| 189        | Нижнетобольный      | Белозерский      | |
| 190        | Нижнеярский         | Далматовский     | |
| 191        | Никитинский         | Катайский        | |
| 192        | Николаевский        | Щучанский        | |
| 193        | Нифанский           | Щучанский        | |
| 193.000033 | Новобайдарский      | Половинский      | 2018: объединён с Половинским сельсоветом                                                                  |
| 194        | Новоберёзовский     | Петуховский      | |
| 195        | Новогеоргиевский    | Петуховский      | |
| 196        | Новодостоваловский  | Белозерский      | |
| 196.000034 | Новоиковский        | Каргапольский    | 2018: объединён с Чашинским сельсоветом                                                                    |
| 197        | Новоильинский       | Петуховский      | |
| 198        | Новопесковский      | Мишкинский       | |
| 199        | Новопетропавловский | Далматовский     | |
| 200        | Новосельский        | Далматовский     | |
| 201        | Новосидоровский     | Кетовский        | |
| 202        | Новотроицкий        | Частоозерский    | |
| 203        | Обанинский          | Куртамышский     | |
| 204        | Обутковский         | Макушинский      | |
| 205        | Обуховский          | Притобольный     | |
| 205.000035 | Ожогинский          | Шатровский       | 2018: объединён с Шатровским сельсоветом                                                                   |
| 206        | Озёрнинский         | Звериноголовский | |
| 207        | Октябрьский         | Петуховский      | |
| 207.000036 | Окуневский          | Каргапольский    | 2019: объединён с Долговским сельсоветом                                                                   |
| 208        | Ольховский          | Шадринский       | |
| 209        | Осиновский          | Каргапольский    | |
| 210        | Островнинский       | Мишкинский       | |
| 211        | Островской          | Юргамышский      | |
| 212        | Отряд-Алабугский    | Звериноголовский | |
| 213        | Падеринский         | Кетовский        | |
| 214        | Памятинский         | Белозерский      | |
| 215        | Парамоновский       | Альменевский     | |
| 216        | Параткульский       | Далматовский     | |
| 217        | Пашковский          | Петуховский      | |
| 218        | Пепелинский         | Куртамышский     | |
| 219        | Перволебяжьевский   | Лебяжьевский     | |
| 220        | Первомайский        | Мишкинский       | |
| 221        | Першинский          | Белозерский      | |
| 222        | Першинский          | Далматовский     | |
| 223        | Песковский          | Далматовский     | |
| 224        | Песковский          | Юргамышский      | |
| 225        | Песчано-Колединский | Далматовский     | |
| 226        | Песчанотаволжанский | Шадринский       | |
| 227        | Песчанский          | Щучанский        | |
| 228        | Песьянский          | Куртамышский     | |
| 229        | Петровский          | Щучанский        | |
| 230        | Петропавловский     | Катайский        | |
| 231        | Петуховский         | Петуховский      | |
| 232        | Пивкинский          | Щучанский        | |
| 233        | Пименовский         | Кетовский        | |
| 234        | Пионерский          | Макушинский      | |
| 234.000037 | Пичугинский         | Варгашинский     | 2019: объединён с рп Варгаши (Варгашинским поссоветом)                                                     |
| 235        | Пищальский          | Половинский      | |
| 236        | Плосковский         | Лебяжьевский     | |
| 237        | Плотниковский       | Притобольный     | |
| 238        | Погорельский        | Шадринский       | |
| 239        | Половинский         | Половинский      | |
| 240        | Половинский         | Целинный         | |
| 241        | Понькинский         | Шадринский       | |
| 241.000038 | Поповский           | Варгашинский     | 2019: объединён с рп Варгаши (Варгашинским поссоветом)                                                     |
| 241.000039 | Привольненский      | Половинский      | 2019: объединён с Сухменским сельсоветом                                                                   |
| 242        | Прилогинский        | Лебяжьевский     | |
| 242.00004  | Притобольный        | Притобольный     | 2018: объединён с Боровлянским сельсоветом                                                                 |
| 243        | Приютинский         | Петуховский      | |
| 244        | Прорывинский        | Звериноголовский | |
| 245        | Просветский         | Кетовский        | |
| 245.000041 | Прошкинский         | Шумихинский      | 2018: объединён с Галкинским сельсоветом                                                                   |
| 246        | Птичанский          | Шумихинский      | |
| 247        | Пуктышский          | Щучанский        | |
| 248        | Пушкинский          | Куртамышский     | |
| 249        | Пьянковский         | Белозерский      | |
| 250        | Раковский           | Кетовский        | |
| 251        | Раскатихинский      | Притобольный     | |
| 252        | Рассветский         | Мокроусовский    | |
| 253        | Рачеевский          | Целинный         | |
| 254        | Речкинский          | Белозерский      | |
| 255        | Речновский          | Лебяжьевский     | |
| 256        | Рижский             | Шумихинский      | |
| 256.000042 | Ровненский          | Кетовский        | 2017: объединён с Митинским сельсоветом                                                                    |
| 257        | Рождественский      | Мишкинский       | |
| 257.000043 | Рыбновский          | Альменевский     | 2017: объединён с Ягоднинским сельсоветом                                                                  |
| 258        | Рынковский          | Петуховский      | |
| 259        | Рычковский          | Белозерский      | |
| 260        | Садоводский         | Макушинский      | |
| 261        | Садовский           | Кетовский        | |
| 262        | Самохваловский      | Шатровский       | |
| 263        | Саратовский         | Макушинский      | |
| 264        | Сарт-Абдрашевский   | Сафакулевский    | |
| 265        | Сафакулевский       | Сафакулевский    | |
| 266        | Светлодольский      | Белозерский      | |
| 267        | Светлополянский     | Кетовский        | |
| 267.000044 | Северный            | Каргапольский    | 2018: объединён с Чашинским сельсоветом                                                                    |
| 268        | Семискульский       | Мокроусовский    | |
| 269        | Сетовнинский        | Макушинский      | |
| 270        | Сетовский           | Целинный         | |
| 271        | Сивковский          | Частоозерский    | |
| 272        | Скатинский          | Белозерский      | |
| 273        | Скоблинский         | Юргамышский      | |
| 274        | Скопинский          | Белозерский      | |
| 274.000045 | Слевинский          | Макушинский      | 2018: объединён с Чебаковским сельсоветом                                                                  |
| 275        | Смирновский         | Далматовский     | |
| 276        | Советский           | Куртамышский     | |
| 276.000046 | Соколовский         | Каргапольский    | 2019: объединён с Долговским сельсоветом                                                                   |
| 277        | Сосновский          | Каргапольский    | |
| 278        | Сосновский          | Шадринский       | |
| 279        | Спицынский          | Шатровский       | |
| 279.000047 | Спорновский         | Варгашинский     | 2018: объединён с Дубровинским, Дундинским, Медвежьевским и Строевским в новообразованный Южный сельсовет  |
| 280        | Становской          | Кетовский        | |
| 281        | Становской          | Целинный         | |
| 282        | Стариковский        | Шумихинский      | |
| 283        | Старопершинский     | Мокроусовский    | |
| 284        | Старопросветский    | Кетовский        | |
| 285        | Степновский         | Макушинский      | |
| 286        | Столбовский         | Шумихинский      | |
| 287        | Стрелецкий          | Петуховский      | |
| 287.000048 | Строевский          | Варгашинский     | 2018: объединён с Дубровинским, Дундинским, Медвежьевским и Спорновским в новообразованный Южный сельсовет |
| 288        | Субботинский        | Сафакулевский    | |
| 289        | Сулеймановский      | Сафакулевский    | |
| 290        | Сулюклинский        | Сафакулевский    | |
| 291        | Сумкинский          | Половинский      | |
| 292        | Сунгуровский        | Мокроусовский    | |
| 293        | Сухменский          | Половинский      | |
| 294        | Сухоборский         | Щучанский        | |
| 295        | Сухринский          | Шадринский       | |
| 295.000049 | Сычевский           | Варгашинский     | 2018: объединён с Дубровинским, Дундинским, Медвежьевским и Спорновским в новообразованный Южный сельсовет |
| 296        | Сычёвский           | Кетовский        | |
| 297        | Тагильский          | Каргапольский    | |
| 297.00005  | Таловский           | Юргамышский      | 2018: объединён со Скоблинским сельсоветом                                                                 |
| 298        | Тамакульский        | Далматовский     | |
| 299        | Танрыкуловский      | Альменевский     | |
| 300        | Тарасовский         | Шадринский       | |
| 301        | Твердышский         | Каргапольский    | |
| 301.000051 | Темляковский        | Кетовский        | 2017: объединён с Барабинским сельсоветом                                                                  |
| 302        | Терсюкский          | Шатровский       | |
| 303        | Травнинский         | Мокроусовский    | |
| 304        | Травянский          | Шумихинский      | |
| 305        | Требушинненский     | Макушинский      | |
| 306        | Трёхозёрский        | Целинный         | |
| 306.000052 | Троицкий            | Петуховский      | 2018: объединён с Петуховским сельсоветом                                                                  |
| 307        | Трудовской          | Звериноголовский | |
| 308        | Трусиловский        | Шумихинский      | |
| 308.000053 | Трюхинский          | Макушинский      | 2018: объединён с Казаркинским сельсоветом                                                                 |
| 308.000054 | Тунгуйский          | Щучанский        | 2018: объединён с Сухоборским сельсоветом                                                                  |
| 309        | Тюленевский         | Шадринский       | |
| 310        | Уваровский          | Мокроусовский    | |
| 310.000055 | Угловской           | Куртамышский     | 2017: объединён с Советским сельсоветом                                                                    |
| 311        | Уксянский           | Далматовский     | |
| 312        | Улугушский          | Катайский        | |
| 312.000056 | Уральский           | Варгашинский     | 2020: объединён с Мостовским сельсоветом                                                                   |
| 313        | Уральцевский        | Далматовский     | |
| 314        | Усть-Миасский       | Каргапольский    | |
| 315        | Усть-Уйский         | Целинный         | |
| 316        | Утичёвский          | Мокроусовский    | |
| 317        | Ушаковский          | Катайский        | |
| 317.000057 | Фадюшинский         | Юргамышский      | 2018: объединён с Кислянским сельсоветом                                                                   |
| 318        | Фроловский          | Целинный         | |
| 318.000058 | Хлуповский          | Половинский      | 2018: объединён с Половинским сельсоветом                                                                  |
| 319        | Хуторской           | Лебяжьевский     | |
| 320        | Целинный            | Целинный         | |
| 321        | Частоозерский       | Частоозерский    | |
| 322        | Чашинский           | Каргапольский    | |
| 322.000059 | Чашинский           | Кетовский        | 2017: объединён с Иковским сельсоветом                                                                     |
| 323        | Чебаковский         | Макушинский      | |
| 323.00006  | Чердынцевский       | Частоозерский    | 2018: объединён с Бутыринским сельсоветом                                                                  |
| 324        | Черемисский         | Шадринский       | |
| 325        | Черёмушкинский      | Лебяжьевский     | |
| 326        | Чернавский          | Притобольный     | |
| 327        | Чесноковский        | Кетовский        | |
| 328        | Чинеевский          | Юргамышский      | |
| 328.000061 | Чистовский          | Альменевский     | 2017: объединён с Ягоднинским сельсоветом                                                                  |
| 329        | Чистовский          | Щучанский        | |
| 330        | Чистопрудненский    | Шадринский       | |
| 330.000062 | Чулошненский        | Половинский      | 2018: объединён с Половинским сельсоветом                                                                  |
| 331        | Чумлякский          | Щучанский        | |
| 332        | Шаламовский         | Мишкинский       | |
| 333        | Шариповский         | Альменевский     | |
| 334        | Шастовский          | Варгашинский     | |
| 335        | Шатровский          | Шатровский       | |
| 336        | Шелеповский         | Мокроусовский    | |
| 337        | Широковский         | Далматовский     | |
| 337.000063 | Широковский         | Шатровский       | 2018: объединён с Шатровским сельсоветом                                                                   |
| 338        | Шмаковский          | Кетовский        | |
| 339        | Шутинский           | Катайский        | |
| 340        | Шутихинский         | Катайский        | |
| 341        | Щигровский          | Мокроусовский    | |
| 342        | Южный               | Варгашинский     | |
| 343        | Южный               | Целинный         | |
| 344        | Юламановский        | Альменевский     | |
| 345        | Юлдусский           | Шадринский       | |
| 345.000064 | Юровский            | Далматовский     | 2018: объединён с Уксянским сельсоветом                                                                    |
| 346        | Ягоднинский         | Альменевский     | |
| 347        | Ягоднинский         | Белозерский      | |
| 348        | Яланский            | Сафакулевский    | |
| 349        | Ялымский            | Притобольный     | |
| 350        | Яровинский          | Половинский      | |
| 350.000065 | Ярославский         | Притобольный     | 2018: объединён с Раскатихинским сельсоветом                                                               |
| 350.000066 | Яснополянский       | Далматовский     | 2018: объединён с Песчано-Колединским сельсоветом                                                          |
| 350.000067 | Яутлинский          | Шатровский       | 2018: объединён с Шатровским сельсоветом                                                                   |

### Сельсоветы, упразднённые до 2008 года
| № | Сельсовет        | Подчинение             | Год  | Комментарий                            |
| - | ---------------- | ---------------------- | ---- | -------------------------------------- |
| 1 | Бединский        | Шатровский район       | 1995 | объединён с Самохваловским сельсоветом |
| 2 | Большеберкутский | Далматовский район     | 1990 | объединён с Кривским сельсоветом       |
| 3 | Глинский         | г. Курган              | 1997 |                                        |
| 4 | Красногорский    | Звериноголовский район | 2005 | объединён с Круглянским сельсоветом    |
| 5 | Утякский         | г. Курган              | 1997 |                                        |
| 6 | Черёмуховский    | г. Курган              | 1997 |                                        |

### Переименованные сельсоветы
| № | Сельсовет         | Район            | Год  | Новое название             |
| - | ----------------- | ---------------- | ---- | -------------------------- |
| 1 | Большекуреинский  | Макушинский      | 2005 | Куреинский сельсовет       |
| 2 | Искринский        | Звериноголовский | 2004 | Искровский сельсовет       |
| 3 | Мостовской        | Шатровский       | 2005 | Мостовский сельсовет       |
| 4 | Ново-Байдарский   | Половинский      | 2005 | Новобайдарский сельсовет   |
| 5 | Осеевский         | Шадринский       | 1997 | Верхнеполевской сельсовет  |
| 6 | Песьяновский      | Куртамышский     | 2005 | Песьянский сельсовет       |
| 7 | Ровенский         | Кетовский        | 2004 | Ровненский сельсовет       |
| 8 | Старо-Просветский | Кетовский        | 2004 | Старопросветский сельсовет |

### Территориальные обмены
Указываются в том числе разделения сельсоветов.
Сведения о разделениях сельсоветов Кетовского района приводятся на основании сведений об административно-территориальном устройстве Курганской области на 1 апреля 1966 года. 
| №  | Сельсовет        | Подчинение                          | Год       | Комментарий                                                                                |
| -- | ---------------- | ----------------------------------- | --------- | ------------------------------------------------------------------------------------------ |
| 1  | Байдарский       | Половинский район                   | 1995      | д. Золотое передана в Сумкинский сельсовет                                                 |
| 2  | Барабинский      | Кетовский район                     | 1996      | выделен Темляковский сельсовет                                                             |
| 3  | Башкирский       | Половинский район                   | 1990      | выделен Хлуповский сельсовет                                                               |
| 4  | Берёзовский      | Шумихинский район                   | 1991      | выделен Мало-Дюрягинский сельсовет                                                         |
| 5  | Брылинский       | Каргапольский район                 | 1990      | выделен Северный сельсовет                                                                 |
| 6  | Бугровский       | Куртамышский район                  | 1992      | передан в новообразованный Звериноголовский район                                          |
| 7  | Ганинский        | Шадринский район                    | 1990      | выделен Ключевской сельсовет                                                               |
| 8  | Глинский         | г. Курган, Октябрьский район        | 1989      | выделен Утякский сельсовет                                                                 |
| 9  | Жидковский       | Петуховский район                   | 1991      | выделен Новоильинский сельсовет                                                            |
| 10 | Зайковский       | Щучанский район                     | 1989      | выделен Медведский сельсовет                                                               |
| 11 | Заманилкинский   | Целинный район                      | 1992      | выделен Иванковкий сельсовет                                                               |
| 12 | Звериноголовский | Притобольный район                  | 1992      | передан в новообразованный Звериноголовский район                                          |
| 13 | Каширинский      | Кетовский район                     | 1989      | выделен Марковский сельсовет                                                               |
| 14 | Колесниковский   | Кетовский район                     | 1989      | выделен Светлополянский сельсовет                                                          |
| 15 | Красногорский    | Притобольный район                  | 1992      | передан в новообразованный Звериноголовский район                                          |
| 16 | Круглянский      | Притобольный район                  | 1992      | передан в новообразованный Звериноголовский район                                          |
| 17 | Майковский       | Щучанский район                     | 1989      | выделен Пивкинский сельсовет                                                               |
| 18 | Митинский        | Кетовский район                     | 1996      | выделены Ровенский и Становской сельсоветы                                                 |
| 19 | Нифанский        | Щучанский район                     | 1991      | выделен Тунгуйский сельсовет                                                               |
| 20 | Новогеоргиевский | Петуховский район                   | 1992      | с. Утчанское передано в Курортный сельсовет                                                |
| 21 | Озёрнинский      | Куртамышский район Звериноголовский | 1992 1993 | передан в новообразованный Звериноголовский район выделен Искринский сельсовет             |
| 22 | Отряд-Алабугский | Притобольный район                  | 1992      | передан в новообразованный Звериноголовский район                                          |
| 23 | Першинский       | Кетовский район                     | 1991      | передан в Белозерский район                                                                |
| 24 | Пименовский      | Кетовский район                     | 1996      | выделен Чесноковский сельсовет                                                             |
| 25 | Прорывинский     | Притобольный район                  | 1993      | выделен Угловской сельсовет; оставшаяся часть сельсовета передана в Звериноголовский район |
| 26 | Просековский     | Варгашинский район                  | 1992      | выделен Терпуговский сельсовет                                                             |
| 27 | Сетовский        | Целинный район                      | 1991      | выделен Становской сельсовет                                                               |
| 28 | Трудовской       | Куртамышский район                  | 1992      | передан в новообразованный Звериноголовский район                                          |
| 29 | Уксянский        | Далматовский район                  | 1990      | выделен Любимовский сельсовет                                                              |
| 30 | Целинный         | Целинный район                      | 1991      | выделен Дулинский сельсовет                                                                |
| 31 | Черёмушкинский   | Лебяжьевский район                  | 1991      | выделен Перволебяжьевский сельсовет                                                        |
| 32 | Ярославский      | Притобольный район                  | 1997      | д. Осиновка передана в Чернавский сельсовет                                                |

## Поссоветы
Административно-территориальные единицы, образованные рабочими посёлками, называются не поссоветами, а посёлками городского типа районного подчинения. При наделении соответствующих муниципальных образований статусом городского поселения поссоветами были названы три из них, остальные рабочими посёлками. Однако слово поссовет присутствует в названии должности главы городского поселения и администрации.
К началу 2023 года в Курганской области не осталось ни одного поселкового муниципального образования. Все поссоветы были упразднены в результате преобразования муниципальных районов в муниципальные округа. На уровне административно-территориального устройства это означает упразднение составных посёлков административно-территориальных единиц (которым подчинялись другие населённые пункты).
| №     | Пгт (рп)        | АТЕ / городское поселение           | Район         | Органы власти                                                                                       |
| ----- | --------------- | ----------------------------------- | ------------- | --------------------------------------------------------------------------------------------------- |
| 1e-06 | Варгаши         | пгт Варгаши / Варгашинский поссовет | Варгашинский  | глава Варгашинского п/с, Варгашинская поселковая дума, администрация Варгашинского п/с              |
| 2e-06 | Каргаполье      | пгт / рп Каргаполье                 | Каргапольский | глава Каргапольского п/с, Каргапольская поселковая дума, администрация Каргапольского п/с           |
| 3e-06 | Красный Октябрь | пгт / рп Красный Октябрь            | Каргапольский | глава п/с «Красный Октябрь», поселковая дума «Красный Октябрь», администрация п/с «Красный Октябрь» |
| 4e-06 | Лебяжье         | пгт Лебяжье / Лебяжьевский поссовет | Лебяжьевский  | глава Лебяжьевского п/с, Лебяжьевская поселковая дума, администрация Лебяжьевского п/с              |
| 5e-06 | Мишкино         | пгт / рп Мишкино                    | Мишкинский    | глава Мишкинского п/с, Мишкинская поселковая дума, администрация Мишкинского п/с                    |
| 6e-06 | Юргамыш         | пгт Юргамыш / Юргамышский поссовет  | Юргамышский   | глава Юргамышского п/с, Юргамышская поселковая дума, администрация Юргамышского п/с                 |